# Mlazni pogon (glazbeni sastav)
Mlazni pogon,  hrvatski glazbeni sastav iz Splita. Svirali su rock.

## Povijest
Osnovani su 1978. godine. Neki članovi svirali su i u drugim sastavima, poput Matka Zorice koji je svirao u Atlasima. Stihove je pisao Matko Zorica.

## Diskografija
- Ja bi' s tobom zaigrao diko / Pjesma nekoj dragi, Jugoton, 1979.[1]

## Članovi
Članovi:
- Branko Unković - vokal
- Matko Zorica - gitara
- Milivoj Staničić - bubnjevi
- Malenko Radišić - bas-gitara
- Viktor Radosavljević - klavijature

## Vanjske poveznice
- Discogs